# The Bones of What You Believe
Albums de Chvrches
Every Open Eye
(2015)
Singles
1. The Mother We Share
Sortie : 5 novembre 2012
2. Recover
Sortie : 6 février 2013
3. Gun
Sortie : 15 juillet 2013
4. Lies
Sortie : 2 décembre 2013
5. We Sink
Sortie : 28 mars 2014
6. Under the Tide
Sortie : 30 septembre 2014
7. Tether
Sortie : 29 mars 2015

The Bones of What You Believe est le premier album du groupe écossais de synthpop Chvrches sorti le 20 septembre 2013.
Il reçoit un très bon accueil de la part du public et de la critique. Plusieurs magazines et sites web musicaux anglo-saxons le placent parmi les meilleurs albums de l'année 2013. En 2016, il est inclus dans une nouvelle édition de l'ouvrage de référence Les 1001 albums qu'il faut avoir écoutés dans sa vie (1001 Albums You Must Hear Before You Die).
Sept chansons font l'objet d'un single: The Mother We Share (certifié disque d'argent au Royaume-Uni et disque d'or aux États-Unis et au Canada,,), Recover (disque d'or en Australie), Gun, Lies, We Sink, Under the Tide et Tether (dans une version remixée par le DJ suédois Eric Prydz).
À l'occasion du dixième anniversaire de sa sortie, l'album est réédité le 20 octobre 2023 dans une version remastérisée avec un deuxième CD. Ce dernier contient quatre titres inédits issus des sessions d'enregistrement et cinq titres enregistrés lors d'un concert à l'Ancienne Belgique à Bruxelles en 2013,.

## Enregistrement
L'album a été enregistré dans un studio situé en sous-sol, le studio Alucard à Glasgow en Écosse, entre la fin de l'année 2011 et le début de l'été 2012,. Son titre vient des paroles de la chanson Strong Hand (qui ne figure que sur les éditions spéciales de l'album). Selon Lauren Mayberry, la chanteuse du groupe, « The bones of what you believe » (« les os de ce que vous croyez ») représente le travail et la créativité brute qui ont été comme un squelette sur lequel l'album entier s'est construit.
Le musicien Johnny Scott joue de la batterie sur deux titres : Gun et Night Sky. 

## Liste des titres
Toutes les chansons sont écrites et composées par Chvrches (Lauren Mayberry, Iain Cook (en) et Martin Doherty (en)).
| No  | Titre                | Durée |
| --- | -------------------- | ----- |
| 1.  | The Mother We Share  | 3:12  |
| 2.  | We Sink              | 3:34  |
| 3.  | Gun                  | 3:53  |
| 4.  | Tether               | 4:46  |
| 5.  | Lies                 | 3:41  |
| 6.  | Under the Tide       | 4:32  |
| 7.  | Recover              | 3:45  |
| 8.  | Night Sky            | 3:51  |
| 9.  | Science/Visions      | 3:58  |
| 10. | Lungs                | 3:02  |
| 11. | By the Throat        | 4:09  |
| 12. | You Caught the Light | 5:37  |

| 13. | Strong Hand                                           | 3:26 |
| 14. | Broken Bones                                          | 3:44 |
| 15. | Gun (KDA Remix)                                       | 6:15 |
| 16. | The Mother We Share (We Were Promised Jetpacks Remix) | 5:58 |
| 17. | Recover (Live at Village Underground - vidéo)         | 4:02 |
| 18. | Lies (Live at Village Underground - vidéo)            | 3:59 |

| 13. | Strong Hand                                           | 3:26 |
| 14. | Broken Bones                                          | 3:44 |
| 15. | Gun (KDA Remix)                                       | 6:15 |
| 16. | The Mother We Share (We Were Promised Jetpacks Remix) | 5:58 |
| 17. | The Mother We Share (Blood Diamonds Remix)            | 3:56 |
| 18. | The Mother We Share (Kowton's Feeling Fragile Remix)  | 5:01 |

| 13. | Strong Hand                      | 3:26 |
| 14. | The Mother We Share (Errors RMX) | 3:17 |

| 13. | Recover                              | 4:11 |
| 14. | The Mother We Share                  | 3:17 |
| 15. | Gun (Alucard Session)                | 4:24 |
| 16. | Tightrope (Reprise de Janelle Monáe) | 3:28 |

| 1.  | Strong Hand                                               | 3:26 |
| 2.  | Broken Bones                                              | 3:44 |
| 3.  | ZVVL                                                      | 3:12 |
| 4.  | Now Is Not the Time                                       | 3:45 |
| 5.  | Recover (Alucard Session)                                 | 4:12 |
| 6.  | The Mother We Share (Alucard Session)                     | 3:18 |
| 7.  | Gun (Alucard Session)                                     | 4:25 |
| 8.  | Tightrope (Alucard Session)                               | 3:30 |
| 9.  | Recover (Cid Rim Remix)                                   | 5:48 |
| 10. | It's Not Right but It's Okay (Reprise de Whitney Houston) | 3:46 |
| 11. | Recover (Claire Remix)                                    | 4:13 |
| 12. | Lies (Tourist Remix)                                      | 6:32 |
| 13. | Recover (Kingdom Remix)                                   | 3:20 |
| 14. | Tether (Junior Sanchez Remix)                             | 6:23 |
| 15. | Gun (KDA Remix)                                           | 6:16 |
| 16. | The Mother We Share (Blood Diamonds Remix)                | 3:57 |
| 17. | Recover (KDA Remix)                                       | 6:17 |
| 18. | Under the Tide (Radio version)                            | 4:33 |

| 1. | Manhattan                                       | 5:19 |
| 2. | White Summer                                    | 4:20 |
| 3. | Talking in My Sleep                             | 4:32 |
| 4. | City On Fire                                    | 4:38 |
| 5. | We Sink (Live at Ancienne Belgique)             | 3:49 |
| 6. | Now Is Not the Time (Live at Ancienne Belgique) | 4:07 |
| 7. | Lies (Live at Ancienne Belgique)                | 4:02 |
| 8. | Strong Hand (Live at Ancienne Belgique)         | 3:44 |
| 9. | By the Throat (Live at Ancienne Belgique)       | 4:32 |

## Classements
| \| Classement (2013) \| Meilleure place \| \| ----------------------------------- \| --------------- \| \| Allemagne (Media Control AG)[18] \| 22 \| \| Australie (ARIA)[19] \| 13 \| \| Autriche (Ö3 Austria Top 40)[20] \| 18 \| \| Belgique (Flandre Ultratop)[21] \| 37 \| \| Belgique (Wallonie Ultratop)[22] \| 70 \| \| Canada (Canadian Albums Chart)[23] \| 19 \| \| Écosse (OCC)[24] \| 5 \| \| États-Unis (Billboard 200)[25] \| 12 \| \| États-Unis (Independent Albums)[26] \| 12 \| \| Irlande (IRMA)[27] \| 12 \| \| Norvège (VG-lista)[28] \| 28 \| \| Nouvelle-Zélande (RIANZ)[29] \| 35 \| \| Pays-Bas (Mega Album Top 100)[30] \| 68 \| \| Royaume-Uni (UK Albums Chart)[31] \| 9 \| \| Suisse (Schweizer Hitparade)[32] \| 55 \| | - The A.V. Club : 4e in The 23 Best Albums of 2013 - Billboard : 13e in 15 Best Albums of 2013 - Consequence of Sound : 4e in Top 50 Albums of 2013 - MusicOMH : 23e in Top 100 Albums of 2013 - NME : 23e in 50 Best Albums of 2013 - Paste : 8e in The 50 Best Albums of 2013 - Pitchfork : 36e in The Top 50 Albums of 2013 - PopMatters : 8e in The 75 Best Albums of 2013 - Rolling Stone : 32e in 50 Best Albums of 2013 - Slant Magazine : 22e in The 25 Best Albums of 2013 - Stereogum : 21e in The 50 Best Albums of 2013 |
| Classement (2013) | Meilleure place |
| Allemagne (Media Control AG) | 22 |
| Australie (ARIA) | 13 |
| Autriche (Ö3 Austria Top 40) | 18 |
| Belgique (Flandre Ultratop) | 37 |
| Belgique (Wallonie Ultratop) | 70 |
| Canada (Canadian Albums Chart) | 19 |
| Écosse (OCC) | 5 |
| États-Unis (Billboard 200) | 12 |
| États-Unis (Independent Albums) | 12 |
| Irlande (IRMA) | 12 |
| Norvège (VG-lista) | 28 |
| Nouvelle-Zélande (RIANZ) | 35 |
| Pays-Bas (Mega Album Top 100) | 68 |
| Royaume-Uni (UK Albums Chart) | 9 |
| Suisse (Schweizer Hitparade) | 55 |

## Certifications et ventes

### Certifications
| Pays              | Certification | Unités certifiées |
| ----------------- | ------------- | ----------------- |
| Royaume-Uni (BPI) | Or            | 100 000           |

### Ventes
The Bones of What You Believe s'est vendu à plus de 152 000 exemplaires au Royaume-Uni, dont 12 415 la semaine de sa sortie, et compte 184 000 ventes aux États-Unis,,